# Taufbecken St. Martin (Amberg)

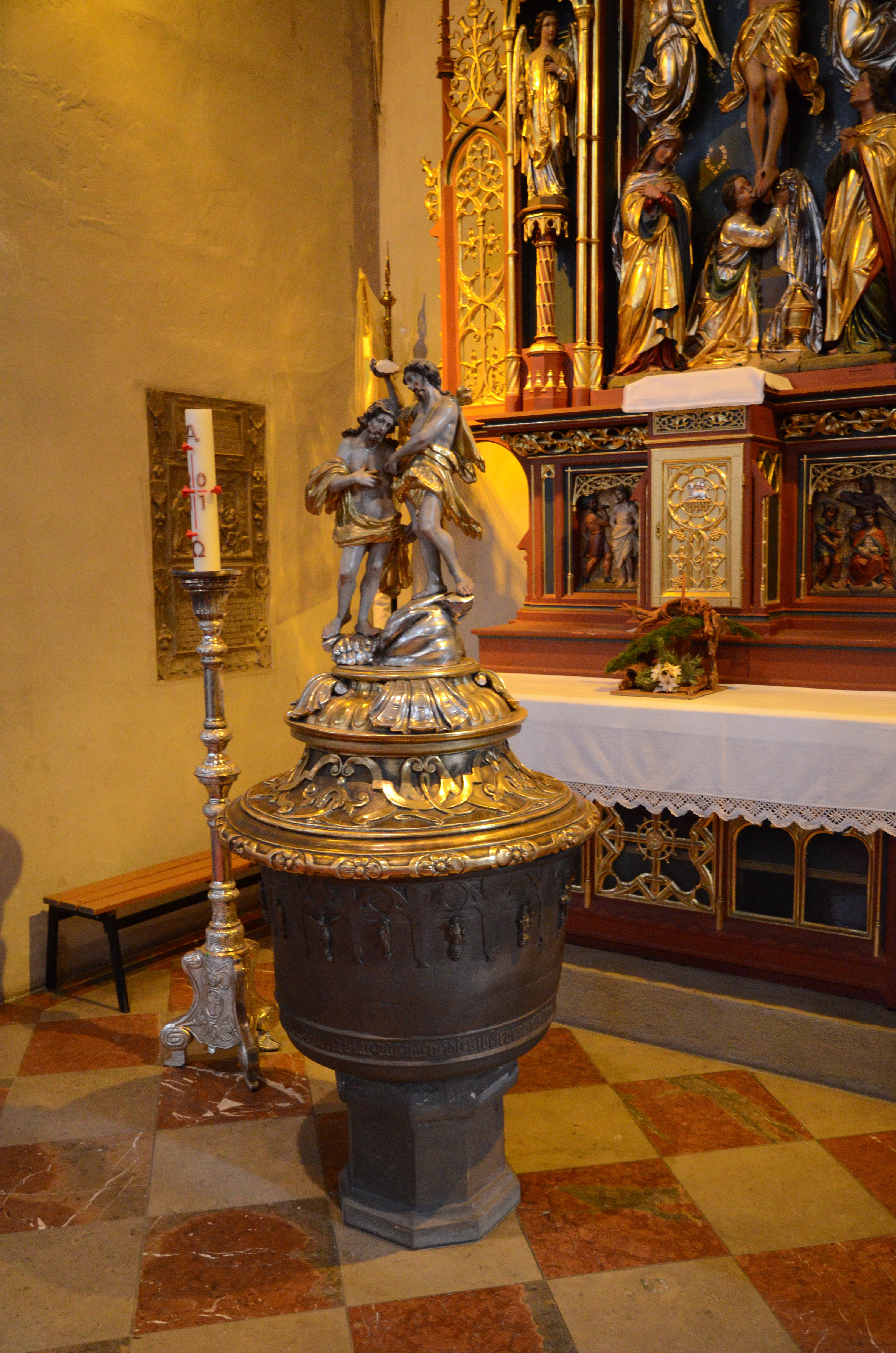
Gotisches Taufbecken in der Kirche St. Martin in Amberg

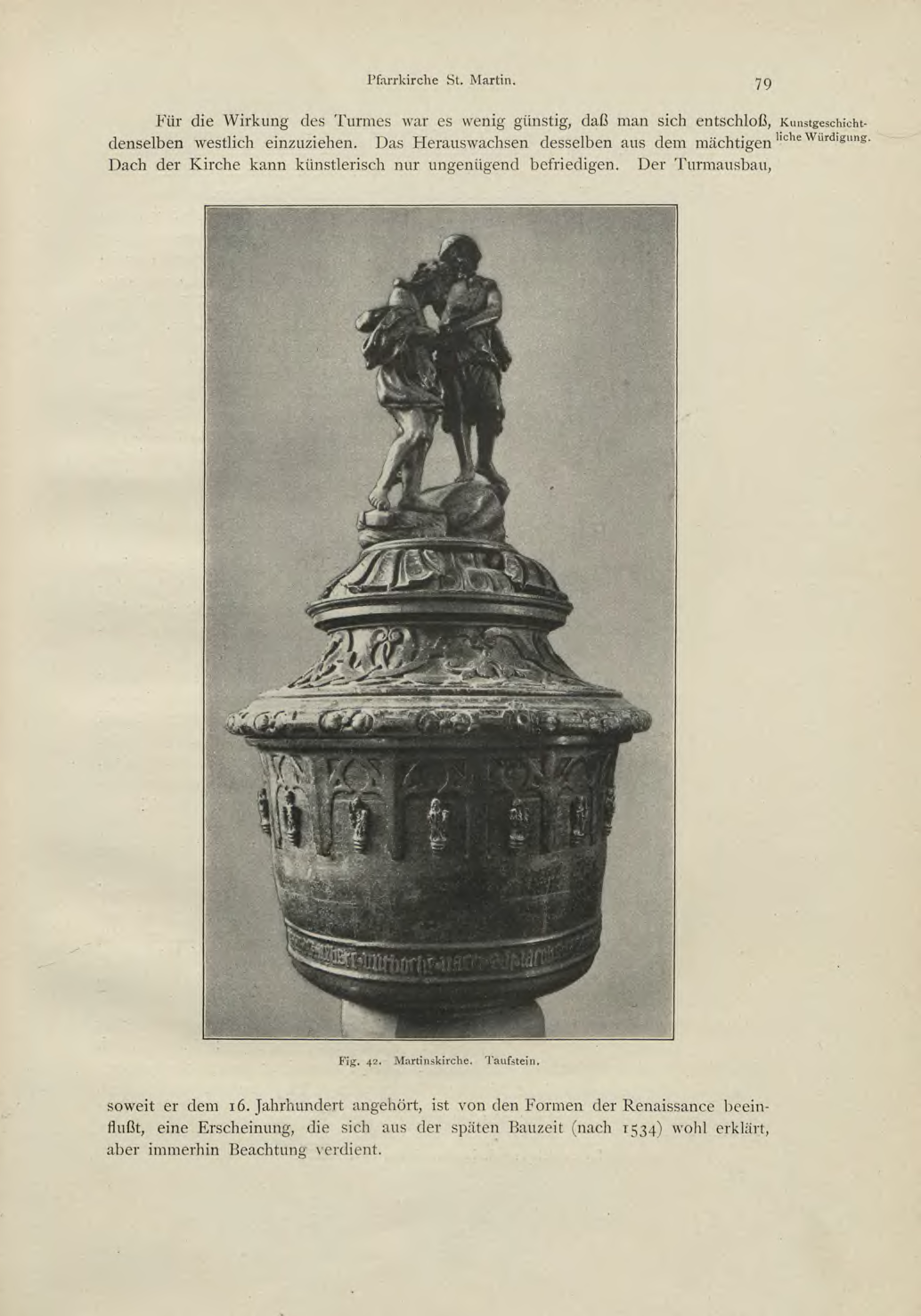
Foto von 1908 (aus: Die Kunstdenkmäler des Königreichs Bayern)

Das Taufbecken in der Pfarrkirche St. Martin in Amberg, einer Stadt in der Oberpfalz in Bayern, wurde 1417 geschaffen. Das gotische Taufbecken, das aus der Vorgängerkirche übernommen wurde, ist als Teil der Kirchenausstattung ein geschütztes Baudenkmal.
Das Taufbecken aus Bronze, 60 cm hoch und mit einem Durchmesser von 90 cm, hat einen geriffelten Fuß. An der Wand des Beckens befinden sich 10 cm kleine Figuren: Jesus Christus am Kreuz und die 12 Apostel unter flachen Spitzbögen. 
Darunter ist die Umschrift in gotischen Minuskeln, laut der Meister Erasmus Kandlgießer das Werk geschaffen hat.
Der Deckel aus Holz mit Laub- und Bandwerkornament und der Figurengruppe der Taufe Christi wurde 1728 von Franz Xaver Schlott geschaffen.